# Le Monastère de la félicité
Le Monastère de la félicité (en bengalî আনন্দমঠ, Anandamath) est un roman historique de Bankim Chandra Chatterji, paru d’abord en feuilleton dans le mensuel Bangadarshan de 1880 à 1882, puis sous forme de livre en 1882.
Il connaît un grand retentissement, tant sur le plan littéraire que politique. Il joue en effet un rôle important dans la montée du nationalisme, en dépit de connotations religieuses qui vont à l'encontre des principes laïques fondant l'Inde indépendante. 
Le cri «Vande mataram», salut à la mère Inde, est inventé par l’auteur dans ce roman. 
Il est repris en 1905 par les patriotes s’opposant à la partition du Bengale et, plus tard, par les indépendantistes. Le livre est interdit par les Britanniques, même si les attaques de l’auteur visent plus particulièrement les souverains musulmans.

## Cadre historique
En 1769, commence une famine qui, en deux ans, va tuer dix millions de personnes, soit un tiers de la population bengalî. Les moines samnyâsin (les renonçants) se révoltent.

## Résumé
Dans la forêt, lieu du renoncement, vit un  groupe de moines qui luttent pour libérer le pays du joug du nabab musulman.
Le roman raconte d’une part l’histoire d'un jeune couple et d’autre part celle de Shanti, qui se travestit en homme pour rejoindre l’homme qu’elle aime. À la mort de celui-ci, elle décide de vivre en ascète, tout en participant à la lutte des renonçants.

## Personnages
- Mahendra, époux de Kalyani.
- Kalyani, la jeune femme de Mahendra.
- La belle Shanti, guerrière travestie en homme.
- Jivananda, l'homme qu'elle aime.

## Analyse
Le thème religieux du livre rappelle qu’il faut renoncer, rejeter tout fanatisme, détester le pouvoir, refuser de posséder, se méfier de toute réussite matérielle, et se méfier même de la dévotion.